# Robert Fleming (1er Lord Fleming)
Pour les articles homonymes, voir Fleming.
Robert Fleming 1er Lord Fleming (né en 1416 à Biggar, Lanarkshire - mort en 1491 à Cumbernauld, Lanarkshire).

## Biographie
Robert Fleming est le fils de Sir Malcolm Fleming de Biggar & Cumbernauld exécuté en 1440 avec William Douglas et son frère David et qui avait épousé en 1413 Elisabeth Stuart, fille de Robert Stuart duc d'Albany. Il est frère de  Malcolm Fleming (mort après 1432), David Fleming 2e Lord et Margaret Fleming.
En  1451 il est créé  1er Lord Fleming Baron de Biggar Lord du Parlement avec le titre de « Lord Fleming de Cumbernaud ». Sa fonction de « Maitre de la Maison royale  » de Jacques II d'Écosse et sa proximité avec la famille royale, comme petit-fils de Robert Stuart duc d'Albany, fait de lui en 1465 un gardien de l'Écosse pendant la minorité de Jacques III d'Ecosse. Toutefois l'année suivante, il soutient tacitement la prise du pouvoir par le clan Boyd mené par Robert 1er Lord Boyd qui s'empare de la personne du jeune roi.

## Union et postérité
il épouse Janet Douglas, fille de James Douglas 7e comte de Douglas.
- Malcolm Fleming de Monycabo, « Master de Fleming » qui épouse Margaret fille de sir John Lindsay de Covington;
- Beatrice Fleming épouse James lord Livingstone
- Elisabeth Fleming Sir Willian Sterling de Kier